# Relais 4 × 400 mètres féminin aux championnats du monde d'athlétisme 2009
Navigation
Osaka 2007 Daegu 2011
L'épreuve du relais 4 × 400 mètres féminin des championnats du monde de 2009 s'est déroulée les 22 et 23 août 2009 dans le Stade olympique de Berlin, en Allemagne. Elle est remportée par l'équipe des États-Unis.

## Qualifications
Pour se qualifier (minima A), il faut avoir réalisé, en équipe nationale, moins de 3 min 31 s 00 du 1er janvier 2008 au 3 août 2009.
16 équipes sont inscrites à cette compétition :
- Australie 3 min 28 s 97
- Bahamas 3 min 29 s 53
- Brésil 3 min 29 s 11
- Canada 3 min 30 s 85
- Cuba 3 min 23 s 21
- France 3 min 26 s 61
- Royaume-Uni 3 min 22 s 68
- Allemagne 3 min 25 s 55
- Italie 3 min 28 s 77
- Jamaïque 3 min 20 s 40
- Japon 3 min 30 s 52
- Mexique 3 min 29 s 94
- Nigeria 3 min 23 s 74
- Russie 3 min 18 s 82
- Ukraine 3 min 27 s 15
- États-Unis 3 min 18 s 54

## Finale
| Rang               | Pays        | Athlète                                                                            | Temps              |
| ------------------ | ----------- | ---------------------------------------------------------------------------------- | ------------------ |
| Médaille d'or      | États-Unis  | Debbie Dunn, Allyson Felix, Lashinda Demus, Sanya Richards                         | 3 min 17 s 83 (WL) |
| Médaille d'argent  | Jamaïque    | Rosemarie Whyte, Novlene Williams-Mills, Shereefa Lloyd, Shericka Williams         | 3 min 21 s 15 (SB) |
| Médaille de bronze | Royaume-Uni | Lee McConnell, Christine Ohuruogu, Victoria Barr, Nicola Sanders                   | 3 min 25 s 16 (SB) |
| 4                  | Allemagne   | Fabienne Kohlmann, Sorina Nwachukwu, Esther Cremer, Claudia Hoffmann               | 3 min 27 s 61      |
| 5                  | Nigeria     | Endurance Abinuwa, Muizat Ajoke Odumosu, Josephine Ehigie, Folasade Abugan         | 3 min 28 s 55 (SB) |
| 6                  | France      | Virginie Michanol, Aurélie Kamga, Symphora Béhi, Solen Désert-Mariller             | 3 min 30 s 16      |
| 7                  | Cuba        | Diosmely Peña, Daisurami Bonne, Zulia Calatayud, Indira Terrero                    | 3 min 36 s 99      |
| —                  | Russie      | Anastasiya Kapachinskaya, Tatyana Firova, Lyudmila Litvinova, Antonina Krivoshapka | DQ (dopage)        |

## Séries
Les trois premiers de chaque série et les deux meilleurs temps sont qualifiés pour la finale. 
| Rang | Pays       | Athlète                                                                  | Temps                |
| ---- | ---------- | ------------------------------------------------------------------------ | -------------------- |
| 1    | États-Unis | Debbie Dunn Natasha Hastings Jessica Beard Sanya Richards                | 3 min 29 s 31 Q      |
| 2    | Nigeria    | Endurance Abinuwa Muizat Ajoke Odumosu Josephine Ehigie Folashade Abugan | 3 min 29 s 60 Q (SB) |
| 3    | France     | Virginie Michanol Aurélie Kamga Symphora Béhi Solen Désert-Mariller      | 3 min 29 s 60 Q (SB) |
| 4    | Australie  | Pirrenee Steinert Madeleine Pape Caitlin Willis-Pincott Tamsyn Lewis     | 3 min 30 s 80        |
| 5    | Italie     | Marta Milani Daniela Reina Maria Enrica Spacca Libania Grenot            | 3 min 31 s 05        |
| 6    | Brésil     | Geisa Aparecida Coutinho Emmilly Pinheiro Sheila Ferreira Jailma de Lima | 3 min 31 s 42        |
| 7    | Mexique    | Alejandra Cherizola Nallely Vela Ruth Grajeda Karla Dueñas               | 3 min 40 s 03        |
|      | Bahamas    | Sasha Rolle Shakeitha Henfield Rashan Brown Katrina Seymour              | DQ                   |

| Rang | Pays        | Athlète                                                                 | Temps                |
| ---- | ----------- | ----------------------------------------------------------------------- | -------------------- |
| 1    | Russie      | Natalya Nazarova Tatyana Firova Natalya Antyukh Lyudmila Litvinova      | 3 min 23 s 80 Q (SB) |
| 2    | Jamaïque    | Kaliese Spencer Shereefa Lloyd Rosemarie Whyte Novlene Williams-Mills   | 3 min 24 s 72 Q      |
| 3    | Allemagne   | Fabienne Kohlmann Sorina Nwachukwu Esther Cremer Claudia Hoffmann       | 3 min 25 s 08 Q (SB) |
| 4    | Royaume-Uni | Nicola Sanders Victoria Barr Jenny Meadows Lee McConnell                | 3 min 25 s 23 q (SB) |
| 5    | Cuba        | Susana A. Clement Daisurami Bonne Zulia Calatayud Indira Terrero        | 3 min 27 s 36 q (SB) |
| 6    | Canada      | Esther Akinsulie Adrienne Power Jenna Martin Carline Muir               | 3 min 29 s 17 (SB)   |
| 7    | Ukraine     | Yuliya Baraley Tetiana Petlyuk Anastasiya Rabchenyuk Antonina Yefremova | 3 min 30 s 76        |
| 8    | Japon       | Sayaka Aoki Asami Tanno Mayu Sato Satomi Kubokura                       | 3 min 34 s 46        |

## Légende
Records et Performances
- AR : Record continental (area record)
- CR : Record des championnats (championship record)
- MR : Record du meeting (meet record)
- NR : Record national (national record)
- OR : Record olympique (olympic record)
- PR : Record paralympique (paralympic record)
- PB : Record personnel (personal best)
- SB : Meilleure performance personnelle de la saison (season's best)
- WL : Meilleure performance mondiale de l'année (world leader)
- WJR : Record du monde junior (world junior record)
- WR : Record du monde (world record)

Circonstances et Conditions
- DNF : N'a pas terminé (did not finish)
- DNS : N'a pas pris le départ (did not start)
- DQ : Disqualification (disqualification)
- NM : Aucun essai valable enregistré (No Mark)
- Q : Qualifié « directement » au prochain tour (ou à la prochaine compétition), lors d'une compétition majeure, grâce au classement ou à la réalisation des minima (automatic qualifier)
- q : Qualifié au prochain tour (ou à la prochaine compétition), lors d'une compétition majeure, grâce au repêchage ou à la réalisation de l'une des meilleures performances parmi celles des « non qualifiés directement » (grâce au meilleur temps ou à la meilleure distance par exemple) (secondary qualifier)